# Rafal Garcés
El Rafal Garcés (o Rafal Garcès, d'acord amb la pronunciació popular del topònim) és una antiga possessió de Mallorca, en el terme d'Inca. En l'actualitat els terrenys del Rafal Garcés estan compresos entre Can Cervera, Can Amer, el torrent d'Almadrà, el terme de Binissalem i el terme de Lloseta. A la primera meitat del segle xviii la possessió es dividí i el topònim passà a denominar una part de la contrada que anteriorment havia ocupat la possessió i, també, el torrent d'Almadrà que, en aquest tram, rep el nom de torrent del Rafal Garcés.

## Història
Primer fou conegut com el Rafal d'en Garcés. El 1588 era propietat de Pere Batle de Lloseta. Era dedicada a vinya i conreu de cereals. El 1592, el senyor Nicolau Boix de Berard vengué l'hort del Rafal Garcés a Eufrasina Malferit. El 1631, l'hort havia passat al seu hereu Joanot Trobat Malferit. Aleshores aquesta propietat tenia 21 quarterades, amb unes cases i jardí. Dispoosava d'una zona regada dedicada a produir alfals, lleguminoses i hortalisses. El 1675 era d'Eufrasina Trobat Malferit. Aleshores tenia morers de fulla, destinats a la producció de seda. La casa pairal dels Trobat era a la vila d'Inca. El 1727 l'hort del Rafal Garcés pertanyia a Jordi Dameto, net d'Eufrasina Trobat Malferit. Confrontava amb el camí reial d'Inca a Ciutat, el camí de la muntanya al Pla, Son Gil i Son Torelló. L'hort tenia sis quarterades de regadiu, dues cases, dues sínies i dos safareigs. El 1719 n'era propietari Nicolau Dameto i l'arrendador era Cristòfol Morro i la seva esposa Jerònia Moragues, que venien l'hortalissa a la plaça d'Inca. El 1728 Jordi Dameto el vengué al boter Pere Joan Ripoll de Ciutat. D'aquí la denominació actual de s'Hort de Can Ripoll. El 1731 estava dividida en diverses porcions ocupades per horts, vinyes i sementers de cereals. En l'actualitat l'àrea coneguda com a Rafal Garcés identifica sols una part de l'antiga possessió i hi abunden els horts, els ametlerars i s'hi han construït nombroses residències secundàries.

## Esdeveniments destacats
Degut a la seva situació entra la vila d'Inca i els dos camins reials d'Inca i Muro, era un lloc de pas obligat entre Inca i Ciutat. Això determinà que els camps del Rafal Garcés fossin l'escenari d'enfrontaments decisius de la Revolta Forana (batalla de Rafal Garcés de 1452) i de les Germanies (batalla de Rafal Garcés de 1522).